# Jule Brand
Jule Brand (Germersheim, 16 oktober 2002) is een voetbalspeelster uit Duitsland. Ze speelt als aanvaller voor VfL Wolfsburg in de Bundesliga.

## Clubcarrière
Brand speelde voor verschillende jeugdteam, waaronder FV Dudenhofen, JSG JFV Ganerb en FC Speyer 08. In de winter van 2018 verkaste ze naar TSG 1899 Hoffenheim.  Na 37 wedstrijden in de jeugdteams werd Brand overgeheveld naar het eerste elftal van TSG 1899 Hoffenheim. In het seizoen 2021/22 wist Brand met deze club de derde plaats te behalen. Persoonlijk won Brand de Golden Girl Award voor beste jonge speelster ter wereld.
In de zomer van 2023 maakte Brand de overstap naar VfL Wolfsburg. In het seizoen 2022/23 wist Brand de DFB Pokal te winnen met VfL Wolfsburg.
In mei 2023 won Brand met Wolfsburg de DFB Pokal, waarin ze als invalster haar opwachting maakte. In het daaropvolgende seizoen won Brand ze prijs opnieuw door rivaal FC Bayern München mer 2-0 te verslaan in het RheinEnergieStadion in Keulen. Met vijf doelpunten was ze topscoorster samen met ploeggenote Vivien Endemann.
In mei 2025 maakte Wolfsburg bekend dat Brand na het seizoen 2024/25 de club ging verlaten. Brand tekende op 22 mei 2025 een driejarig contract bij het Franse OL Lyonnes.

## Statistieken
| Seizoen | Club                   | Land      | Competitie        | Wedstrijden | Doelpunten |
| ------- | ---------------------- | --------- | ----------------- | ----------- | ---------- |
| 2018/19 | TSG 1899 Hoffenheim II | Duitsland | Tweede Bundesliga | 21          | 1          |
| 2019/20 | TSG 1899 Hoffenheim II | Duitsland | Tweede Bundesliga | 16          | 2          |
| 2020/21 | TSG 1899 Hoffenheim    | Duitsland | Bundesliga        | 22          | 4          |
| 2021/22 | TSG 1899 Hoffenheim    | Duitsland | Bundesliga        | 22          | 4          |
| 2022/23 | VfL Wolfsburg          | Duitsland | Bundesliga        | 21          | 3          |
| 2023/24 | VfL Wolfsburg          | Duitsland | Bundesliga        | 22          | 4          |
| 2024/25 | VfL Wolfsburg          | Duitsland | Bundesliga        | 19          | 4          |
| Totaal  | Totaal                 | Totaal    | Totaal            | 143         | 22         |

Bijgewerkt t/m 1 juni 2025.

## Interlandcarrière

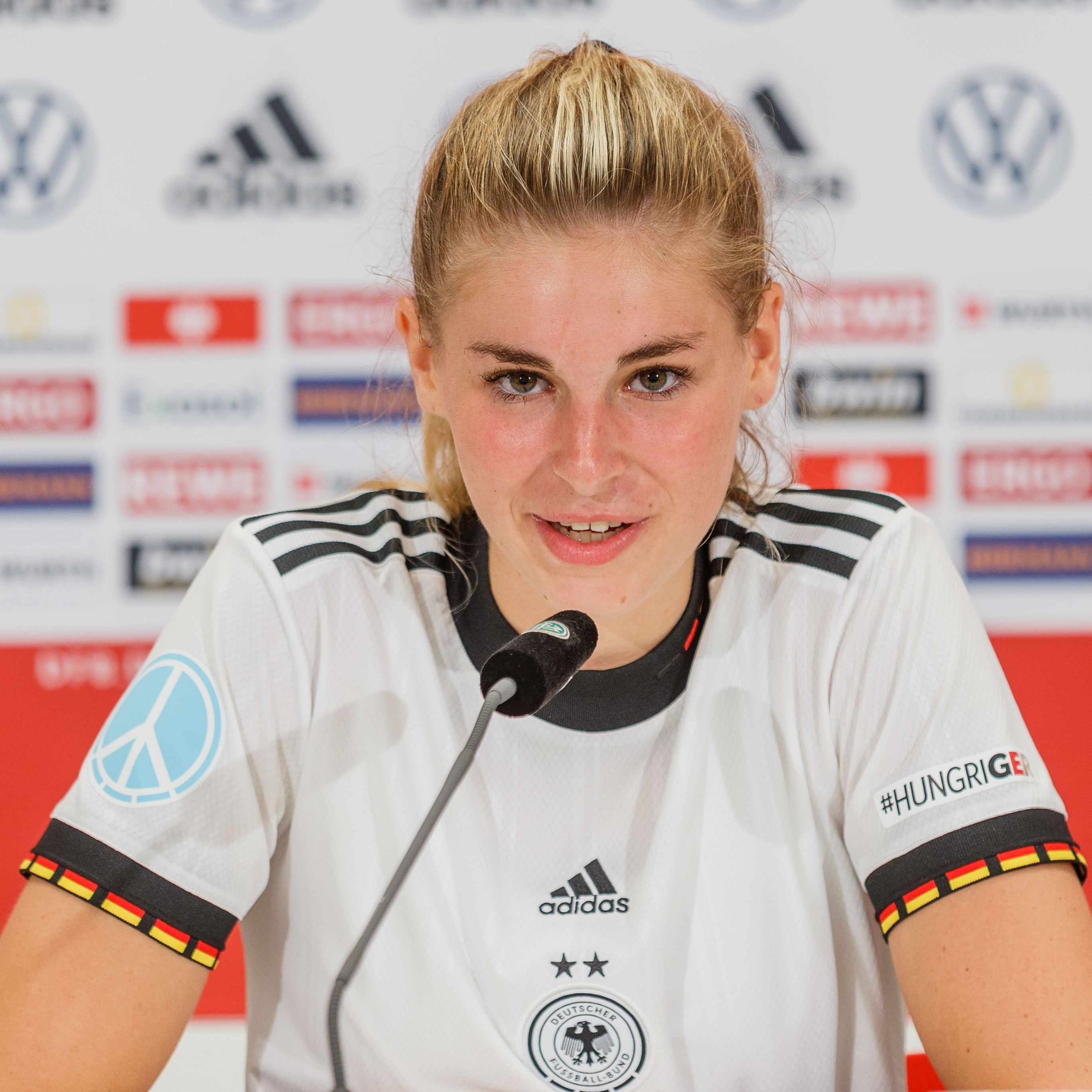
Brand tijdens een persconferentie in juni 2022

Brand werd in april 2021 voor het eerst opgeroepen voor het Duits voetbalelftal nadat Klara Bühl en Melanie Leupolz moesten afzeggen door blessures.  Op 10 april 2021 mocht Brand haar debuut maken voor Duitsland door in te vallen voor Tabea Sellner. Twee minuten later wist Brand al haar eerste interlandgoal te maken door keepster Claire Polkinghorne te passeren. Later in diezelfde wedstrijd gaf Brand ook haar eerste assist op de 4-0 gemaakt door Laura Freigang.
In 2022 werd Brand opgeroepen door bondscoach Martina Voss-Tecklenburg voor het EK 2022. Brand startte in zes wedstrijden in de basis, waaronder de finale die verloren ging na verlenging tegen Engeland.
Voor het WK 2023 werd Brand opnieuw geselecteerd door bondscoach Martina Voss-Tecklenburg. Hierin werd Duitsland echter al in de groepsfase uitgeschakeld.
Op 3 juli 2024 werd Brand geselecteerd voor de Duitse selectie voor op de Olympische Zomerspelen 2024 in Frankrijk. Brand hielp haar land aan het winnen van een bronzen medaille. Ze startte alle zes wedstrijden in de basis en maakte het openingsdoelpunt tegen Australië. In de troostfinale voor een bronzen medaille versloeg Brand met haar land Spanje met 1-0 en won daarmee een bronzen medaille voor haar vaderland.